# Club Gabardino
Club Gabardino är Langhorns andra studioalbum, utgivet 1999 på Bad Taste Records.

## Låtlista
1. "Surf '99" – 3:09
2. "Switchblade" – 2:30
3. "Club Gabardino" – 3:30
4. "The Victor" – 3:12
5. "Point Neuf" – 2:50
6. "Stake Out" – 4:48
7. "Dauphin" (Pelle Ossler) – 2:20
8. "Wet Wedding" – 1:53
9. "Aspiración" – 3:52
10. "Power Grip" – 2:43
11. "El Duro" (Pelle Ossler) – 2:36
12. "Fuzzball" – 2:27
13. "Pit Stop Stampede" – 2:04
14. "Pall Mall" – 3:06

Alla låtar skrivna av Langhorns om inget annat anges.

### Fotnoter
1. ↑  ”Club Gabardino”. Discogs.com. http://www.discogs.com/Langhorns-Club-Gabardino/release/2359577. Läst 4 januari 2012.